# Battaglia di Québec (1759)
La battaglia di Québec, anche nota come battaglia della piana di Abraham (in inglese: battle of the Plains of Abraham, in francese: bataille des Plaines d'Abraham), fu l'evento bellico cruciale nel teatro nordamericano della Guerra dei sette anni. Fu combattuta il 12 e il 13 settembre 1759 tra l'esercito britannico al comando del giovane generale James Wolfe, e l'esercito francese guidato dall'abile Marchese di Montcalm, su un altopiano appena fuori le mura della città di Québec.
La battaglia, terminata con la netta vittoria delle truppe britanniche e con la morte di entrambi i comandanti in capo, si dimostrò un momento decisivo nel conflitto che opponeva la Francia e la Gran Bretagna per il destino della Nuova Francia, conflitto che influenzò la successiva creazione del Canada.

## Storia
La battaglia rappresentò il momento culminante di un periodo di tre mesi di assedio di Québec da parte delle truppe britanniche che avevano risalito il fiume San Lorenzo per raggiungere la città. La rotta per risalire il fiume fu elaborata nelle settimane precedenti dal giovane pilota della HMS Pembroke, uno sconosciuto di nome James Cook, per mezzo di numerose incursioni notturne lungo il fiume. Dopo una lunga fase di stallo di fronte alle apparentemente imprendibili posizioni francesi, il generale James Wolfe riuscì nella notte del 12-13 settembre 1759 a percorrere con le sue truppe un impervio percorso sulle scogliere fino a sbucare al mattino sulla cosiddetta "piana di Abraham" (Plains of Abraham) dove iniziavano le strade maestre dirette a Québec, l'audace avanzata sul ripido passaggio venne guidata con grande abilità da un battaglione di fanteria leggera comandato dal tenente colonnello William Howe.
Il marchese di Montcalm cercò di arrestare l'avanzata nemica e al mattino del 13 settembre sferrò l'attacco frontale con le sue truppe contro i soldati britannici solidamente schierati in linea; l'attacco tuttavia si concluse con un catastrofico fallimento: le disciplinate truppe britanniche di Wolfe fecero avanzare allo scoperto i nemici quindi aprirono un micidiale fuoco di fila a distanza ravvicinata che causò pesanti perdite e disgregò immediatamente le linee francesi che ripiegarono in rotta.
Le truppe britanniche ruppero quindi con successo la linea di truppe franco-canadesi della Nuova Francia comandate dal Marchese di Montcalm. Entrambi i generali furono feriti a morte durante la battaglia; Wolfe morì sul campo e Montcalm il mattino successivo. In seguito alla battaglia, le restanti forze militari francesi in Canada e Nord America subirono la crescente pressione da parte delle forze britanniche. Nel volgere di quattro anni quasi tutti i possedimenti della Francia presenti nel Nord America sarebbero stati ceduti alla Gran Bretagna.